# Доронин, Василий Александрович
Васи́лий Алекса́ндрович Доро́нин (1917—1985) — полковник Советской Армии, участник Великой Отечественной войны, Герой Советского Союза (1944).

## Биография
Василий Доронин родился 12 (25) декабря 1917 года в деревне Крутцы (ныне — Старицкий район Тверской области) в семье крестьянина. Русский. Окончил восемь классов школы, затем школу фабрично-заводского ученичества во Ржеве, после чего работал слесарем паровозного депо в Великих Луках. В 1938 году Доронин был призван на службу в Рабоче-крестьянскую Красную Армию. С 1941 года — на фронтах Великой Отечественной войны. К весне 1944 года гвардии старший лейтенант Василий Доронин командовал танковой ротой 28-го танкового полка 16-й гвардейской механизированной бригады 6-го гвардейского механизированного корпуса 4-й танковой армии 1-го Украинского фронта. Отличился во время освобождения Хмельницкой области Украинской ССР.
5 марта 1944 года в ходе боя за деревню Бальковцы Волочисского района рота Доронина уничтожила три вражеских орудия и захватила три танка. Преследуя отходящего противника, 6 марта она перерезала железную дорогу Проскуров-Тернополь и удержала свои позиции до подхода подкреплений.
Указом Президиума Верховного Совета СССР от 24 мая 1944 года за «мужество и героизм, проявленные в борьбе с немецкими захватчиками» гвардии старший лейтенант Василий Доронин был удостоен высокого звания Героя Советского Союза с вручением ордена Ленина и медали «Золотая Звезда» за номером 2303.
После окончания войны Доронин продолжил службу в Советской Армии. В 1945 году он окончил Ленинградскую высшую офицерскую бронетанковую школу, в 1955 году — Военную академию бронетанковых войск. В 1979 году в звании полковника Доронин вышел в отставку. Проживал и работал в Ленинграде, умер 17 января 1985 года, похоронен на Серафимовском кладбище Санкт-Петербурга (Коммунистическая площадка).
Почётный гражданин посёлка Войтовцы. Был также награждён орденами Красного Знамени, Отечественной войны 2-й степени, Красной Звезды, рядом медалей.
Упоминается в повести В. Курочкина «На войне, как на войне»: «Машина Героя Советского Союза лейтенанта Доронина».